# Dictionary of American Naval Fighting Ships
O Dictionary of American Naval Fighting Ships ( DANFS ) é a referência oficial para os fatos básicos sobre os navios usados pela Marinha dos Estados Unidos.
Quando o projeto de escrita foi desenvolvido, os parâmetros para esta série foram projetados para cobrir apenas navios comissionados da Marinha dos EUA com nomes atribuídos. Se o navio não recebeu um nome, ele não foi incluído nas histórias escritas para a série. Além das entradas de navios, DANFS e os links online foram expandidos para incluir apêndices sobre pequenas embarcações, histórias de navios da Marinha Confederada e vários ensaios relacionados a navios de guerra.

## Dados de publicação
| Volume                                 | Data                                   | Navios | Notas                                 |
| -------------------------------------- | -------------------------------------- | ------ | ------------------------------------- |
| I                                      | 1959                                   | A – B  | Fora de catálogo                      |
| II                                     | 1963                                   | C – F  | Fora de catálogo                      |
| III                                    | 1968                                   | G – K  | Fora de catálogo                      |
| IV                                     | 1969                                   | L – M  |                                       |
| V                                      | 1970                                   | N – Q  | Fora de catálogo                      |
| VI                                     | 1976                                   | R – S  |                                       |
| VII                                    | 1981                                   | T-V    |                                       |
| VIII                                   | 1981                                   | W – Z  | Fora de catálogo                      |
| I-A                                    | 1991                                   | A      | Fora de catálogo                      |
| Hazegray                               | Hazegray                               | A – Z  | As histórias terminam nas datas acima |
| Naval Comando de História e Patrimônio | Naval Comando de História e Patrimônio | A – Z  | Histórias sendo atualizadas           |

DANFS foi publicado na impressão pelo Centro Histórico Naval (NHC) como volumes de capa dura, ordenados por nome de navio, do Volume I (A – B) em 1959 para o Volume VIII (W – Z) em 1981. Posteriormente, vários volumes ficaram esgotados. Em 1991 foi lançado, um volume revisado I parte A, cobrindo apenas nomes de navios que começam com A. O trabalho continua nas revisões dos volumes restantes.
Os voluntários do site Hazegray se comprometeram a transcrever o DANFS e disponibilizá-lo na rede mundial de computadores. O objetivo do projeto é uma transcrição direta do DANFS, com alterações limitadas a corrigir erros tipográficos e notas editoriais para fatos incorretos no original. Em 2008, o NHC foi redesignado como Comando de História e Patrimônio Naval (NHHC). Ela desenvolveu uma versão online do DANFS por meio de uma combinação de reconhecimento óptico de caracteres (OCR) e transcrição manual. O NHHC está atualizando lentamente o seu DANFS online para corrigir erros e levar em consideração o intervalo de tempo entre a publicação impressa e a data atual. O NHHC prioriza as atualizações da seguinte forma: navios atualmente comissionados, navios comissionados após a publicação do volume original, navios desativados após a publicação do volume original e, finalmente, atualizações para navios mais antigos. O NHHC iniciou um projeto relacionado para colocar relatórios de histórico de navios e operações de comando online em seu site DANFS.

## Uso de referência
Como o DANFS é um trabalho do governo dos Estados Unidos, o seu conteúdo é de domínio público e o texto costuma ser citado literalmente em outras obras (incluindo, em alguns casos, artigos da Wikipédia). Muitos sites organizados por ex-membros da tripulação de navios da Marinha dos EUA incluem uma cópia das entradas DANFS de seus navios.
O Dicionário limita-se amplamente a descrições básicas e breves notas operacionais e quase não inclui nenhuma análise ou contexto histórico.